# Baloskion
Baloskion  es un género con 8 especies de plantas herbáceas perteneciente a la familia Restionaceae. Es originario de Queensland en Australia.

## Especies deBaloskion
- Baloskion australe (R.Br.) B.G.Briggs & L.A.S.Johnson, Telopea 8: 23 (1998).
- Baloskion fimbriatum (L.A.S.Johnson & O.D.Evans) B.G.Briggs & L.A.S.Johnson, Telopea 8: 23 (1998).
- Baloskion gracile (R.Br.) B.G.Briggs & L.A.S.Johnson, Telopea 8: 23 (1998).
- Baloskion longipes (L.A.S.Johnson & O.D.Evans) B.G.Briggs & L.A.S.Johnson, Telopea 8: 23 (1998).
- Baloskion pallens (R.Br.) B.G.Briggs & L.A.S.Johnson, Telopea 8: 23 (1998).
- Baloskion stenocoleum (L.A.S.Johnson & O.D.Evans) B.G.Briggs & L.A.S.Johnson, Telopea 8: 23 (1998).
- Baloskion tenuiculme (S.T.Blake) B.G.Briggs & L.A.S.Johnson, Telopea 8: 23 (1998).
- Baloskion tetraphyllum (Labill.) B.G.Briggs & L.A.S.Johnson, Telopea 8: 23 (1998).